# Achilles Huber
Achilles Huber (* 9. Februar 1776 in Sissach; † 7. Juli 1860 in Basel, reformiert, heimatberechtigt in Basel) war ein Schweizer Architekt. 

## Leben
Achilles Huber kam am 9. Februar 1776 in Sissach als Sohn des Pfarrers Johann Jakob Huber zur Welt. Seinen ersten Unterricht könnte Achilles Huber bei Johann Ulrich Büchel in Basel erhalten haben. Anschliessend absolvierte er eine vierjährige Steinmetzlehre bei Werkmeister Niklaus Sprüngli in Bern. In den Jahren 1798 bis 1802 war er für verschiedene Architekten in Zürich, Strassburg und Karlsruhe tätig. In Karlsruhe war er Schüler von Friedrich Weinbrenner, der auf ihn einen entscheidenden Einfluss ausgeübt hat.
In der Folge führte Huber, seit 1803 Mitglied der Zunft zu Spinnwettern, ein eigenes Baugeschäft in Basel. Seine Werke umfassen mehrere Privatbauten, Umbauten, Brunnen und Architekturzeichnungen, darunter ein Entwurf für ein Theater auf dem Petersplatz in Basel aus dem Jahr 1813. 
Achilles Huber, der 1804 Susanna Catharina geborene Beck ehelichte, verstarb am 7. Juli 1860 im Alter von 84 Jahren in Basel.

## Bauten
- 1810: Haus zur Fortuna, St. Alban-Vorstadt 19 in Basel
- 1816–1817: Haus der Vorstadtgesellschaft zur Krähe, Spalenvorstadt 13 in Basel
- 1822: Landhaus im Margarethenpark in Binningen
- 1827–1828: Pfarrhaus in Gelterkinden

## Weblink
- Publikationen von und über Achilles Huber im Katalog Helveticat der Schweizerischen Nationalbibliothek

| Personendaten    | Personendaten       |
| ---------------- | ------------------- |
| NAME             | Huber, Achilles     |
| KURZBESCHREIBUNG | Schweizer Architekt |
| GEBURTSDATUM     | 9. Februar 1776     |
| GEBURTSORT       | Sissach             |
| STERBEDATUM      | 7. Juli 1860        |
| STERBEORT        | Basel               |